# 668 v. Chr.
Portal Geschichte | Portal Biografien | Aktuelle Ereignisse | Jahreskalender | Tagesartikel

◄ |
8. Jahrhundert v. Chr. |
7. Jahrhundert v. Chr. |
6. Jahrhundert v. Chr. |
►

◄ | 680er v. Chr. | 670er v. Chr. | 660er v. Chr. | 650er v. Chr. |
640er v. Chr. |
►

◄◄ | ◄ | 671 v. Chr. | 670 v. Chr. | 669 v. Chr. | 668 v. Chr. |
667 v. Chr. |
666 v. Chr. |
665 v. Chr. |
► |
►►

## Ereignisse

### Politik
- Ende des siebzehnjährigen 2. Messenischen Krieges durch die Einnahme der messenischen Bergfestung Eira.

### Wissenschaft und Technik
- Akzessionsjahr des babylonischen Königs Šamaš-šuma-ukin (668 bis 667 v. Chr.): Babylonische Astronomen berechnen die Daten der dortigen Mondfinsternis vom 25. April[1].[2]
- Akzessionsjahr des babylonischen Königs Šamaš-šuma-ukin: Im babylonischen Kalender fiel das babylonische Neujahr des 1. Nisannu auf den 13.–14. März[1]; der Vollmond im Nisannu auf den 26.–27. März[1] und der 1. Tašritu auf den 6.–7. Oktober[1].[2]
- Akzessionsjahr des babylonischen Königs Šamaš-šuma-ukin sowie 1. Regierungsjahr des assyrischen Königs Aššur-bāni-apli: Der am 7. September[1] beginnende Schaltmonat Ululu II wird ausgerufen.